# Академическая гребля на летних Олимпийских играх 2012 — четвёрки парные (мужчины)
Соревнования среди парных четвёрок по академической гребле среди мужчин на летних Олимпийских играх 2012 прошли c 28 июля по 3 августа на гребном канале Дорни. Приняло участие 13 экипажей.
Олимпийскими чемпионами стали немцы.

## Призёры
| Золото                                                          | Серебро                                                                  | Бронза                                                                       |
| Германия · Карл Шульце · Филипп Венде · Лауриц Шуф · Тим Громан | Хорватия · Давид Шаин · Мартин Синкович · Дамир Мартин · Валент Синкович | Австралия · Крис Морган · Карстен Форстерлинг · Джеймс Макрэй · Дэниел Нунан |

## Соревнование

### Предварительный этап
Первые три экипажа из каждого заезда напрямую проходят в полуфинал соревнований. Все остальные попадают в утешительный заезд, где будут разыграны ещё три места в полуфиналах.

#### Заезд 1
| Место | Спортсмены                                                                        | Время   |
| ----- | --------------------------------------------------------------------------------- | ------- |
| 1     | Россия · Владислав Рябцев · Алексей Свирин · Никита Моргачёв · Сергей Федоровцев  | 5:42,26 |
| 2     | Эстония · Андрей Ямся · Аллар Райя · Тыну Эндрексон · Каспар Таймсоо              | 5:42,87 |
| 3     | Франция · Бенжамен Шабане · Матьё Андродья · Пьер-Жан Пельтье · Адриан Арди       | 5:44,25 |
| 4     | США · Уэсли Пьермарини · Александр Осборн · Питер Грейвз · Эллиот Хови            | 5:50,25 |
| 5     | Италия · Маттео Стефанини · Франческо Фосси · Пьерпаоло Фраттини · Симоне Райнери | 6:08,99 |

#### Заезд 2
| Место | Спортсмены                                                                    | Время   |
| ----- | ----------------------------------------------------------------------------- | ------- |
| 1     | Хорватия · Давид Шаин · Мартин Синкович · Дамир Мартин · Валент Синкович      | 5:39,08 |
| 2     | Польша · Конрад Васелевский · Марек Кольбович · Михал Елиньский · Адам Король | 5:40,56 |
| 3     | Австралия · Крис Морган · Карстен Форстерлинг · Джеймс Макрэй · Дэниел Нунан  | 5:41,56 |
| 4     | Новая Зеландия · Джон Стори · Майкл Армс · Мэттью Тротт · Роберт Мэнсон       | 5:41,62 |

#### Заезд 3
| Место | Спортсмены                                                                        | Время   |
| ----- | --------------------------------------------------------------------------------- | ------- |
| 1     | Германия · Карл Шульце · Филипп Венде · Лауриц Шуф · Тим Громанн                  | 5:39,69 |
| 2     | Великобритания · Стивен Роуботем · Чарльз Кузинс · Том Солсбери · Мэттью Уэллс    | 5:41,75 |
| 3     | Украина · Владимир Павловский · Константин Зайцев · Сергей Гринь · Иван Довгодько | 5:43,46 |
| 4     | Швейцария · Флориан Штофер · Нико Штальберг · Андре Вонарбюр · Августин Майллефер | 5:45,13 |

### Утешительный заезд
Три лучших экипажа выходят в полуфинал.
| Место | Спортсмены                                                                        | Время   |
| ----- | --------------------------------------------------------------------------------- | ------- |
| 1     | Новая Зеландия · Джон Стори · Майкл Армс · Мэттью Тротт · Роберт Мэнсон           | 5:43,82 |
| 2     | Италия · Маттео Стефанини · Франческо Фосси · Пьерпаоло Фраттини · Симоне Райнери | 5:44,57 |
| 3     | Швейцария · Флориан Штофер · Нико Штальберг · Андре Вонарбюр · Августин Майллефер | 5:44,90 |
| 4     | США · Уэсли Пьермарини · Александр Осборн · Питер Грейвз · Эллиот Хови            | 5:45,62 |

### Полуфиналы
Первые три экипажа из каждого заезда проходят в финал A. Остальные будут распределять места с 7 по 12 в финале B.

#### Заезд 1
| Место | Спортсмены                                                                        | Время   |
| ----- | --------------------------------------------------------------------------------- | ------- |
| 1     | Хорватия · Давид Шаин · Мартин Синкович · Дамир Мартин · Валент Синкович          | 6:03,39 |
| 2     | Австралия · Крис Морган · Карстен Форстерлинг · Джеймс МакРе · Даниэль Нунан      | 6:05,45 |
| 3     | Великобритания · Стивен Роуботем · Чарльз Кузинс · Том Солсбери · Мэттью Уэллс    | 6:05,71 |
| 4     | Новая Зеландия · Джон Стори · Майкл Армс · Мэттью Тротт · Роберт Мэнсон           | 6:10,95 |
| 5     | Россия · Владислав Рябцев · Алексей Свирин · Никита Моргачёв · Сергей Федоровцев  | 6:13,61 |
| 6     | Швейцария · Флориан Штофер · Нико Штальберг · Андре Вонарбюр · Августин Майллефер | 6:19,64 |

#### Заезд 2
| Место | Спортсмены                                                                        | Время   |
| ----- | --------------------------------------------------------------------------------- | ------- |
| 1     | Германия · Карл Шульце · Филипп Венде · Лауриц Шуф · Тим Громанн                  | 6:05,85 |
| 2     | Эстония · Андрей Ямся · Аллар Райя · Тону Эндрексон · Каспар Таймсоо              | 6:07,85 |
| 3     | Польша · Конрад Васелевский · Марек Кольбович · Михал Елински · Адам Король       | 6:10,75 |
| 4     | Франция · Бенжамин Шабане · Матьё Андродья · Пьер-Жан Пельтье · Адриан Арди       | 6:12,81 |
| 5     | Украина · Владимир Павловский · Константин Зайцев · Сергей Гринь · Иван Довгодько | 6:16,23 |
| 6     | Италия · Маттео Стефанини · Франческо Фосси · Пьерпаоло Фраттини · Симоне Райнери | 6:18,96 |

### Финалы

#### Финал B
| Место | Спортсмены                                                                        | Время   |
| ----- | --------------------------------------------------------------------------------- | ------- |
| 1     | Новая Зеландия · Джон Стори · Майкл Армс · Мэттью Тротт · Роберт Мэнсон           | 5:58,88 |
| 2     | Россия · Владислав Рябцев · Алексей Свирин · Никита Моргачёв · Сергей Федоровцев  | 5:59,17 |
| 3     | Украина · Владимир Павловский · Константин Зайцев · Сергей Гринь · Иван Довгодько | 6:01,23 |
| 4     | Франция · Бенжамин Шабане · Матьё Андродья · Пьер-Жан Пельтье · Адриан Арди       | 6:02,12 |
| 5     | Италия · Маттео Стефанини · Франческо Фосси · Пьерпаоло Фраттини · Симоне Райнери | 6:02,57 |
| 6     | Швейцария · Флориан Штофер · Нико Штальберг · Андре Вонарбюр · Августин Майллефер | 6:04,37 |

#### Финал A
| Место | Спортсмены                                                                     | Время   |
| ----- | ------------------------------------------------------------------------------ | ------- |
| 1     | Германия · Карл Шульце · Филипп Венде · Лауриц Шуф · Тим Громан                | 5:42,48 |
| 2     | Хорватия · Давид Шаин · Мартин Синкович · Дамир Мартин · Валент Синкович       | 5:44,78 |
| 3     | Австралия · Крис Морган · Карстен Форстерлинг · Джеймс Макрэй · Даниэль Нунан  | 5:45,22 |
| 4     | Эстония · Андрей Ямся · Аллар Райя · Тону Эндрексон · Каспар Таймсоо           | 5:46,96 |
| 5     | Великобритания · Стивен Роуботем · Чарльз Кузинс · Том Солсбери · Мэттью Уэллс | 5:49,19 |
| 6     | Польша · Конрад Васелевский · Марек Кольбович · Михал Елиньский · Адам Король  | 5:51,74 |